# ミリオンパラ
ミリオンパラは日本の競走馬。実況アナウンサーの杉本清に「これは愛嬌」と言わしめた出遅れ癖が特徴。

## 略歴
中央競馬で競走生活を送る。デビューは1971年2月27日、阪神競馬場の1600メートル戦で、最後方から追い込んでの2着であった。2戦目を差し切り初勝利を挙げたものの2勝目にもたつき、ヒカルイマイが席巻した春のクラシックには参加できずに終わった。その後も出遅れ癖に泣かされ続け、何とか出走なった菊花賞では単勝最低人気（19番人気）で16着に終わった。
1972年は17戦2勝。古馬になっても出遅れ癖は相変わらずで、3月26日に出走した播磨特別で好スタートから2着に凌ぎ切ったのが唯一の例外であった。
1973年、菊花賞以来1年半ぶりの八大競走参戦となった第67回天皇賞（春）で、15頭立ての最低人気ながらハマノパレード（8着）・ランドプリンス（13着）に先んじる6着となる。この年の秋にはじめて関東に遠征。11月25日に東京競馬場で開催された第68回天皇賞（秋）は、ジョセツの出走取消により8頭立てとなったうえ、単勝1番人気のハクホオショウがスタート直後に骨折を発症して競走を中止するハプニングが起きた。ここで単勝7番人気のミリオンパラは、タニノチカラから2馬身差の2着となった。
1974年は年末に2戦を消化。8歳（旧表記）となった1975年も現役を続け、第71回天皇賞では4着馬から9馬身差の5着、第72回天皇賞では13着に終わる。重賞を勝てないまま、この年を最後に引退し、種牡馬となった。

## 第68回天皇賞について
ミリオンパラが2着となった第68回天皇賞で大儲けをした安部譲二のエピソードは、その筋では有名とされ、安部本人も自らの著書や競馬関連書籍のインタビューなどで概要を語っている。
このとき安部が使った馬券術は、競馬における師匠筋である古川益雄から教わったという「出走馬に連れ添っている馬丁の様子から馬の調子を読む」というものであった。この方法を使い、安部はハクホオショウの不調とミリオンパラの好調を読み切り、ミリオンパラを軸としハクホオショウをのぞいた馬への枠連総流しで勝負し的中。払戻金は100円に対して4770円となり、見事に大金をせしめる結果となった。また、ノミ行為でハクホオショウの馬券を8掛けで受けたことから、同業者が受けていたハクホオショウの賭け金も多くが安部のところに集まった。こうして当時の金額で7,000万円近い大金を手に入れたものの、元ヤクザという経歴と同業者のやっかみから警察に密告され、八百長容疑で取り調べを受ける羽目になった。
当レースを含む全レースでミリオンパラの騎手を担当した戌亥信昭は「あの天皇賞の坂上では、一瞬勝てるかと思った。でもゴール寸前ではタニノチカラの脚いろの方がよかったからなぁ。あのあたりが条件馬とオープン馬との違いだったのでしょう」と語っている。

## 血統表
| ミリオンパラの血統（トウルビヨン系 / Tourbillon4×5=9.38%〈父内〉、Pharos(Fairway)5×4=9.38%〈父内〉、Blandford5×4=9.38%） | ミリオンパラの血統（トウルビヨン系 / Tourbillon4×5=9.38%〈父内〉、Pharos(Fairway)5×4=9.38%〈父内〉、Blandford5×4=9.38%） | ミリオンパラの血統（トウルビヨン系 / Tourbillon4×5=9.38%〈父内〉、Pharos(Fairway)5×4=9.38%〈父内〉、Blandford5×4=9.38%） | （血統表の出典）      | （血統表の出典） |
| 父 *バウンドレス Boundless 1960 栗毛                                                                                     | 父の父Targui 1946 黒鹿毛                                                                                                 | Djebel | Tourbillon            | Tourbillon       |
| 父 *バウンドレス Boundless 1960 栗毛                                                                                     | 父の父Targui 1946 黒鹿毛                                                                                                 | Djebel | Loika                 |                  |
| 父 *バウンドレス Boundless 1960 栗毛                                                                                     | 父の父Targui 1946 黒鹿毛                                                                                                 | Palencia | Pharis                | Pharis           |
| 父 *バウンドレス Boundless 1960 栗毛                                                                                     | 父の父Targui 1946 黒鹿毛                                                                                                 | Palencia | Hestia                |                  |
| 父 *バウンドレス Boundless 1960 栗毛                                                                                     | 父の母Infinity 1946 栗毛                                                                                                 | Airway | Fairway               | Fairway          |
| 父 *バウンドレス Boundless 1960 栗毛                                                                                     | 父の母Infinity 1946 栗毛                                                                                                 | Airway | Udaipur               |                  |
| 父 *バウンドレス Boundless 1960 栗毛                                                                                     | 父の母Infinity 1946 栗毛                                                                                                 | Pay Roll | Croupier              | Croupier         |
| 父 *バウンドレス Boundless 1960 栗毛                                                                                     | 父の母Infinity 1946 栗毛                                                                                                 | Pay Roll | Zarisee               |                  |
| 母 コンゴーセキ 1953 栗毛                                                                                                | 母の父*ヴィノーピュロー Vino Puro 1934 栗毛                                                                              | Polemarch | The Tetrarch          | The Tetrarch     |
| 母 コンゴーセキ 1953 栗毛                                                                                                | 母の父*ヴィノーピュロー Vino Puro 1934 栗毛                                                                              | Polemarch | Pomace                |                  |
| 母 コンゴーセキ 1953 栗毛                                                                                                | 母の父*ヴィノーピュロー Vino Puro 1934 栗毛                                                                              | Vainilla | San Jorge             | San Jorge        |
| 母 コンゴーセキ 1953 栗毛                                                                                                | 母の父*ヴィノーピュロー Vino Puro 1934 栗毛                                                                              | Vainilla | Verona                |                  |
| 母 コンゴーセキ 1953 栗毛                                                                                                | 母の母シラオキ 1946 鹿毛                                                                                                 | *プリメロ | Blandford             | Blandford        |
| 母 コンゴーセキ 1953 栗毛                                                                                                | 母の母シラオキ 1946 鹿毛                                                                                                 | *プリメロ | Athasi                |                  |
| 母 コンゴーセキ 1953 栗毛                                                                                                | 母の母シラオキ 1946 鹿毛                                                                                                 | 第弐スターカツプ | *ダイオライト         | *ダイオライト    |
| 母 コンゴーセキ 1953 栗毛                                                                                                | 母の母シラオキ 1946 鹿毛                                                                                                 | 第弐スターカツプ | スターカツプ F-No.3-l |                  |

父バウンドレスはニュージーランド産の競走馬で、日本に種牡馬として輸出された。産駒に活躍馬は多くないものの、本馬の他には第10回東京盃に勝ったオリオンタイガーがいる。2代母は名牝シラオキで、母コンゴーセキはシラオキの初仔である。